# 福江市
福江市（ふくえし）は、長崎県五島列島の福江島東部にあった市。2004年（平成16年）8月1日に南松浦郡富江町、玉之浦町、三井楽町、岐宿町、奈留町と合併して五島市となった。

## 地理
五島列島の福江島東部および久賀島に位置した。

### 隣接していた自治体
- 南松浦郡
  - 富江町、岐宿町、奈留町

## 歴史
- 1889年（明治22年）4月1日 - 町村制施行により、南松浦郡のうち後の市域にあたる以下の自治体がそれぞれ単独村制にて成立する。
  - 福江村、奥浦村、崎山村、本山村、大浜村、樺島村、久賀島村
- 1919年（大正8年）10月1日 - 福江村が町制施行し福江町となる。
- 1954年（昭和29年）4月1日 - 福江町、奥浦村、崎山村、本山村、大浜村が合併し市制施行。福江市が発足。
- 1957年（昭和32年）
  - 3月31日 樺島村を編入する。
  - 11月1日 久賀島村を編入する。
- 1962年（昭和37年）9月26日 - 東浜町の倉庫付近から出火（福江大火）。北北東の風にあおられて延焼して市役所、警察署、郵便局、税務署などの公共機関の施設、家屋391戸が全焼[1]。
- 2004年（平成16年）8月1日 - 福江市、南松浦郡富江町、三井楽町、岐宿町、奈留町が合併して五島市が発足し、福江市は自治体として消滅。

## 地名
旧・福江市の地名の一覧を記す。以下の町名は現在も五島市の地名として継続して使われている。なお、住居表示実施地区以外は、福江市発足以前に旧自治体で使われていた「郷」の地名を「町」に置き換えた形となる。
旧福江町
- 大荒町（おおあら）
- 上大津町（かみおおづ）
- 木場町（こば）
- 籠淵町（こもりぶち）
- 下大津町（しもおおづ）
- 福江町
- 松山町
- 三尾野町
- 吉久木町

住居表示実施により以下の町が分立
1966年
1962年に発生した福江大火の被災地域において土地区画整理事業による換地処分が行われ、同時に住居表示を実施。
- 江川町（福江町）
- 幸町（福江町）
- 栄町（福江町）
- 末広町（福江町）
- 中央町（福江町）
- 錦町（福江町）

1998年
福江町の一部において住居表示実施。
- 池田町（福江町）
- 紺屋町（福江町）
- 東浜町1 - 3丁目（福江町）
- 武家屋敷1 - 3丁目（福江町）

2003年
- 新港町（福江町）
- 坂の上1丁目（三尾野町）
- 大円寺町（三尾野町）
- 三尾野1 - 3丁目（三尾野町）

旧奥浦村
- 奥浦町
- 戸岐町
- 平蔵町（ひらぞう）

旧崎山村
- 赤島町
- 上崎山町
- 下崎山町
- 長手町
- 向町

旧本山村
- 高田町（こうだ）
- 堤町
- 野々切町（ののきれ）
- 吉田町

旧大浜村
- 黄島町（おうしま）
- 小泊町（おどまり）
- 浜町
- 増田町

旧久賀島村
- 猪之木町
- 田ノ浦町
- 久賀町（ひさか）
- 蕨町

旧樺島村
- 伊福貴町（いふき）
- 本窯町

## 行政

### 歴代市長
特記なき場合『日本の歴代市長 : 市制施行百年の歩み』などによる。
| 代 | 氏名       | 就任                       | 退任                       | 備考         |
| -- | ---------- | -------------------------- | -------------------------- | ------------ |
| 1  | 中村弥左衛 | 1954年（昭和29年）4月20日  | 1957年（昭和32年）8月16日  | 在任中に死去 |
| 2  | 烏山豊吉   | 1957年（昭和32年）9月29日  | 1961年（昭和36年）9月13日  |              |
| 3  | 田口馬次   | 1961年（昭和36年）9月23日  | 1973年（昭和48年）9月22日  |              |
| 4  | 山本巌雄   | 1973年（昭和48年）9月23日  | 1975年（昭和50年）11月01日 |              |
| 5  | 西野稔     | 1975年（昭和50年）12月14日 | 1991年（平成3年）12月13日  |              |
| 6  | 木場弥一郎 | 1991年（平成3年）12月14日  | 2004年（平成16年）7月31日  | 廃止         |

## 教育
中学校
- 奥浦中学校
- 翁頭中学校
- 椛島中学校
- 久賀中学校
- 崎山中学校
- 福江中学校
- 蕨中学校（読みは「わらび」）- 小学校と併設

小学校
- 奥浦小学校
- 椛島小学校
- 久賀小学校
- 戸岐小学校（読みは「とき」）
- 崎山小学校
- 大浜小学校
- 福江小学校
- 本山小学校
- 緑丘小学校
- 蕨小学校（読みは「わらび」）- 中学校と併設

## 観光・名所
- 鬼岳
- 堂崎天主堂
- 鎧瀬園地
- 五島邸
- 明星院

## 出身者
- 野口市太郎 - 五島市長
- 川口春奈 - 女優